# Домахово (Великопольское воеводство)
Домахо́во (пол. Domachowo) — село в Польше, входит в гмину Кробя Гостыньского повята Великопольского воеводства. В 1975—1998 гг. входило в состав Лешненского воеводства. Как территориальная единица Домахово является солецтвом. Главой (солтысом) в 2011 году вновь избран Зигмунт Павляк, исполняющий эту обязанность с 1974 года. Располагается село в 7 км к северо-востоку от центра гмины, Кроби, к югу от центра повята, Гостыни, и от центра воеводства, Познани. Численность населения — 477 человек (на 2009 год). Домахово является частью исторической области Бискупины, её жители — представители субэтнической группы бискупян. Главная достопримечательность Домахова — костёл Святого Михаила Архангела, построенный в XVI веке.

## История села
Надпись на колоколе костёла в Домахове «1256 год» считается датой постройки костёла и датой основания села. Впервые в письменных источниках село упоминается в 1290 году, когда оно было переведено на немецкое право и крестьяне стали платить налоги познанскому епископу зерном и серебром, а костёл в Домахово впервые упоминается с 1401 года. В 1568 году был построен новый костёл на месте предыдущего, который, вероятнее всего, сгорел, в новом костёле была открыта больница, просуществовавшая до XIX века. С 1610 года в исторических источниках впервые упоминается школа, действующая при костёле. В 1642 году епископом Познани основан фольварк, примерно в это же время Домахово было им выкуплено полностью. В 1789 году в Домахове насчитывалось 23 здания, включая корчму, 16 крестьянских домов, 3 церковных сооружения и небольшой пивоваренный завод. В 1793 году земли Домахово были конфискованы у епископа прусским правительством, а в 1829 году крестьяне были освобождены от крепостной зависимости, фольварк был продан в частные руки. В 1903 году через Домахово была проложена железная дорога.

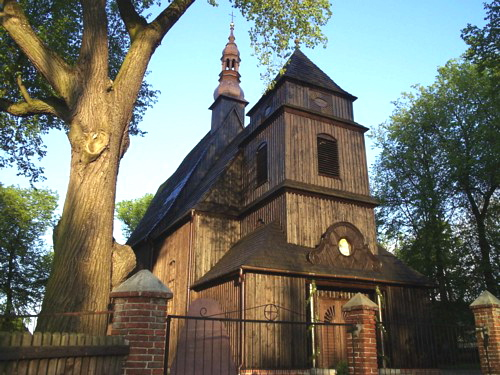
Деревянный костёл Святого Архангела Михаила в Домахове

## Костёл Святого Михаила Архангела
Костёл Святого Михаила Архангела представляет собой деревянное сооружение с черепичной крышей, которое было возведено в Домахове на месте сгоревшего храма в 1568 году и освящено епископом познанским Адамом Конарским. В 1586 году к нему была пристроена часовня. Костёл несколько раз перестраивался и реставрировался, в 1775 году с постройкой новой ризницы, в 1930 году перестроен по проекту Люциана Михаловского, в 1998 — 2000 гг. в костёле производились ремонтные работы. Внутри храма размещены главный алтарь XVIII века в стиле рококо с готической скульптурой Пьета и образом Коронации Девы Марии, алтарь в стиле барокко по северной стене нефа около 1700 года с изображением Святого Архангела Михаила. Алтарь в часовне второй половины XVIII века с образом святой Барбары первой половины XIX века. Амвон конца XVIII века, купель в стиле рококо второй половины XVIII века. Костёл находится в парафии (приходе) Святого Михаила Архангела, относящегося к Гостыньскому деканату Познанской архиепархии. Праздник святого архангела Михаила, именем которого назван костёл, традиционно является одним из важнейших событий года для жителей Домахово.

## Народная культура
Жители Домахова стараются сохранять бискупянские традиции, их праздники всегда сопровождаются народными песнями и танцами. В селе существует фольклорный коллектив, полное название которого звучит как Бискупянский фольклорный коллектив из Домахово и окрестностей (пол. Biskupiański zespół folklorystyczny z Domachowa i okolic). Он был создан в 1972 году по инициативе Зофьи Новак и Иоанны Прентковской (руководившей коллективом 27 лет), возрождая тем самым традиции уже существовавшего народного ансамбля с 1932 по 1939 гг. Активное участие в создании коллектива принимали Ян из Домахова Бзденга — писатель, краевед, сторонник сохранения и популяризации бискупянской культуры, и Станислава Пушледник из Жихлева, хорошо знающая бискупянские традиции и фольклор, написавшая для коллектива часть стихов и песен. Членами фольклорного коллектива являются фермеры из Домахово, играющие на волынках и скрипках и исполняющие народные песни и танцы. Бискупянский ансамбль за долгие годы своего существования принимал участие в различных фольклорных фестивалях по всей Польше, а также за границей, в Чехословакии, Восточной Германии, Венгрии, участники ансамбля снимались во множестве документальных фильмов, посвящённых народным традициям и праздникам. Коллектив не раз получал различные призы и награды, также награждались отдельно его участники в категориях певцов и инструменталистов. В 1990 году Бискупянский фольклорный коллектив из Домахово и окрестностей был награждён высшей наградой в области народной культуры премией Оскара Кольберга, также эту премию в 1984 году получили отдельно Станислав Скшипалик (волынка) и Йозеф Кабала (скрипка).